# 土井勝
土井 勝（どい まさる、1921年1月5日 - 1995年3月7日）は、日本の料理研究家。香川県高松市出身。

## 生涯
香川県高松市で姉三人がいる家庭に長男として生まれる。生後間もなく父が他界し母子家庭で育つ。小学校三年生のとき一家で大阪府へ移住。14歳で大阪市堂島の割烹学院に入学し、卒業後は助手として残る。同時期には大阪市立栄養研究所でも聴講生として学びつつ、短距離走の有力候補としてオリンピック出場を目指してもいた。1936年ベルリンオリンピックのニュースを見聞したことで1940年東京オリンピックの出場を目指す気持ちが芽生え、大阪アスレチッククラブに所属してトレーニングに励み（東京オリンピックの返上後は代替となったヘルシンキオリンピック、さらにそれも中止となった後はその次を目指した）、1939年からは3年連続して明治神宮競技大会に出場、1941年の大会では「青少年の部」の100mに優勝した。
1942年の徴兵検査後に大阪市から２名選出される名誉な近衛兵に推薦されるが、料理への情熱から海軍主計科の衣糧科を志願。上海陸戦隊本部付となり前線配置を願い出るが、出発直前に海軍経理学校普通科の合格通知が届き帰京を命じられる（出発した陸戦隊部隊はタラワの戦いで全員玉砕）。海軍経理学校では長期の海上生活に備えた艦内での納豆・豆腐の製造や、上陸後の牛・豚の飼育からハム・ソーセージへの加工など、実習によって料理を根本から学ぶ。また航空食・潜水艦食・患者食・熱地食・寒地食などの多種多様な「食」についても研究を行う。これら海軍での経験は、後の料理研究家としての方向性に決定的な影響を与えた。卒業後は紀州防備隊で兵食を担当。一年後に再び海軍経理学校高等科に入学。好成績で卒業し戦艦大和への乗艦を希望。大和が修理中のため呉で待機していたところ、別の任地へ異動させられる。落胆したが、修理後の大和は沖縄へ特攻出撃したため再び生き残ることになった。自ら前線配置を志願したにもかかわらず、二度も直前に死地を免れたことで、亡くなった戦友たちへの思いは言葉に尽くせないものがあった。また国費で学んだこともあり、健全に暮らせる社会に貢献し、人々のために尽くす仕事に徹することが戦友への供養にもなるという思いを抱き続けることになった。
戦後は大阪で陸上競技の指導や審判をしていた。自身も練習を再開して国民体育大会にも第1回から第3回まで連続出場した。しかし、1948年ロンドンオリンピックに敗戦国である日本の参加が認められず最終的に断念した。泉州の村で運動会をきっかけに開いたタマネギ料理教室が評判を呼ぶ。各地の料理講習会に招かれるようになり、また家庭科教師の指導を任されるようになる。1950年に以前学んだ堂ビルの割烹学院に講師として呼ばれ、のちに妻となる信子と出会う。1953年に「関西割烹学院」を設立し、1968年に「土井勝料理学校」へと改名する。日本の家庭料理の研究と普及に尽力し、多数の著書を執筆。1953年の試験放送よりテレビ放送に出演。NHKの『きょうの料理』や、テレビ朝日の『土井勝の紀文おかずのクッキング』などにも出演し主婦層を中心に手軽に作れる家庭料理を数多く紹介、「おふくろの味」を流行語にした。
土井の言う「おふくろの味」には、自らの料理指導の基本的な思想が集約されていた。戦中戦後の食糧難をはさんで失われつつあった家庭料理の伝統を、人々のおふくろ代わりとして伝えていく。見ばえの良く品数の多いプロの料理でなく、いろんな種類の具がどっさり入った味噌汁のように煮物の役割も果たし、品数が少なくとも十分ご飯が食べられて栄養も満たされる優れた「日本のおかず」の知恵を追及して教えていく。また具体的な献立ではなく、インスタントラーメンに調味料や冷蔵庫の残り物野菜をバター炒めして加えるような、少しでもおいしく食べさせたいと工夫する心を「おふくろの味」であるとした。その根底には、女手ひとつで四人の子供を抱える多忙の中、食べる楽しさをあれこれ工夫しながら手際よく作ってくれた母土井ナヲのおいしい手料理への想いがあった。
関西の家庭料理研究の第一人者として、没後の現在でも広く知れわたった存在である。丁寧で上品な話し方、独特の柔らかい関西イントネーション（いわゆる船場言葉）と微笑を絶やさず、的確なコツで指導していた。
土井が残した大きな功績として15年がかりで編み出したといわれる「おせち料理における黒豆を簡単に煮上げる方法」は特に有名である。50年の集大成『日本のおかず500選』は、没後の今日でもベストセラーとなっている。
また家庭料理だけでなく、プロ料理人などを対象にした昭和35年初版の『基礎日本料理』もベストセラーとなり改訂・復刻で版を重ね、道場六三郎ら多くの料理専門家に影響を与えた。
1995年3月7日、肝臓がんのため大阪市住吉区の自宅で死去。74歳没。
私生活では妻の土井信子との間に二男一女を儲けた。信子、長男の土井敏久、次男の土井善晴はいずれも料理研究家である。信子は土井勝料理学校の副校長として教壇に立ち、テレビ料理教室アシスタントやマネージャー兼秘書で土井を支え共著も出版した。『おかずのクッキング』の司会は、土井が体調を崩してからは次男の善晴が引継いだ。孫の光（善晴の娘）も料理研究家として活動している。

## 人物
料理人を目指したのは、幼少時に聞いた「守り本尊はお不動様だから、火と水を使う仕事につくといい」という母の言葉を覚えていたため。
力には自信があった。海軍時代に紀州防備隊の相撲大会で1位になり、また慰問に来た横綱安芸の海に挑戦し外掛けで勝ってしまう（再戦を求められ２戦目は寄り切られる）。
プロ野球・南海ホークスの熱心なファンとして知られた。当時南海の監督だった鶴岡一人からの依頼で、合宿所食堂の献立を作成していた。また1954年に本拠地である大阪球場の内野スタンド下に、自らの料理教室・難波校を開設していた。
趣味はヘラブナ釣り。生前ヘラブナ釣りに関する本の執筆、テレビの釣り番組への出演など、ヘラブナ釣りのファンの間では知られた存在だった。
マスターズ陸上競技連盟への支援を続け、会場を提供するだけでなく、終了後は参加者へ料理を振る舞っていた。マスターズ陸上には自身も1982年に「60歳以上の部」の100mに出場し、14秒1のタイムで優勝している。
父親は柔道師範、母方には相撲取りが2人おり、両親ともに運動の得意な家系だった。

## 受賞
- 1982年 - 私学教育功労賞
- 1983年 - 第34回NHK放送文化賞、食生活文化功労賞
- 1988年 - 兵庫県勢高揚功労賞
- 1990年 - 大阪市市民賞

## メディア

### 著作
- 「基礎日本料理」（柴田書店、1960）
- 「おふくろの味」（創元社、1966）
- 「土井勝の和風おかず」（主婦の友社、1968）
- 「へらぶな釣り 全」 （東京書店、1968）（共著：鈴木魚心）
- 「日本料理の基礎」 (NHKきょうの料理) （NHK出版、1971）
- 「エレック日本料理」（大門出版、1973）
- 「土井勝の家庭料理」 （お料理社、1973）
- 「電子レンジでつくる日本料理」 （主婦と生活社、1974）
- 「日本料理秘訣集―自分の味をつくりだす」（光文社、1974）
- 「四季の献立 おもてなしから毎日の献立まで」（お料理社、1975）
- 「土井勝の酒の肴 日本酒から洋酒まで」（家の光協会、1975）
- 「お正月料理 」（お料理社、1976）
- 「四季のつけ物―即席づけから保存づけまで」 （講談社、1981）
- 「基礎日本料理 新版 」（柴田書店、1983）
- 「野菜のおかず」 （家の光協会、1983）
- 「魚のおかず」 （家の光協会、1984）
- 「新編 かあさんの味づくり―ことわざ・歳時記でおぼえる料理の秘訣読本」（共著：土井信子） （婦人生活社、1985）
- 「お弁当と常備菜」 （家の光協会、1985）
- 「味は人なり (わが青春譜) 」 （佼成出版社、1985）
- 「酒の肴250種」 （家の光協会、1985）
- 「土井勝のおいしい糖尿病食―おいしさを考えた糖尿病の食事療法」 （主婦の友社、1985）
- 「キッチンと食卓のあいだ」（共著：土井信子） （創元社、1985）
- 「土井勝のおいしい高血圧食―薄味を生かした高血圧の食事療法」 （主婦の友社、1986）
- 「土井勝のおいしい和食ダイエット―無理なくできる肥満解消の食事療法」  （主婦の友社、1986）
- 「土井勝のおいしい胃潰瘍食―胃・十二指腸潰瘍、胃炎、胃弱の食事療法「 （主婦の友社、1986）
- 「土井勝の今夜のおかず・魚料理」（ニュー・ライフ・ブックス）（文化出版局、1986）
- 「土井勝の今夜のおかず・肉料理」（ニュー･ライフ･ブックス）（文化出版局、1986）
- 「土井勝のおいしい高脂血症食―コレステロールと中性脂肪の多い人の食事療法」 （主婦の友社、1986）
- 「土井勝 今夜のおかず」 （創元社、1986）
- 「わたしの包丁ブレイク」 （文化出版局、1987）
- 「土井勝のおいしい腎臓病食―腎炎、腎不全、人工透析中の人の食事療法」 （主婦の友社、1987）
- 「土井勝のおいしい健康回復食―ちょっと具合の悪いときの食事 元気が出る、体にいい食事」  （主婦の友社、1987）
- 「和風のおかず」 （家の光協会、1988）
- 「土井勝の新しい和風のおかず」 （講談社、1991）
- 「家庭料理の基本とコツ」 （講談社、1992）
- 「おいしい家庭料理のコツ」 （家の光協会、1992）
- 「ほんとうの味 ほんとうの幸せ―語り継ぎたい大切なこと」（経済界、 1994）
- 「日本のおかず500選:料理人生五十年-味は人なり」 （監修・料理：土井勝）（テレビ朝日事業局出版部、1995）
- 「基礎日本料理 復刻版」 （柴田書店、2010）

### テレビ出演
- きょうの料理 （NHK）[8]
- 土井勝のおかずのクッキング （テレビ朝日）
- ナショナル料理教室 （フジテレビ）